# Ko so cvetele marelice
Ko so cvetele marelice (1981) Ferda Godine je »roman o ljubljanskih ilegalčkih« . 

## Vsebina
To je roman o življenju Ljubljančank med drugo svetovno vojno. Prvoosebna pripovedovalka je noseča partizanka Ana, ki zgodbo začne z odhodom s Krima v Ljubljano. Za njo in otroka bi bilo najbolje, da rodi v Ljubljani, kar pomeni, da bo v ilegali. Naprej živi pri družini partizana Naceta, potem se zateče h krojaču Jerebicu in nato k obveščevalki Heleni, s katero skleneta trdno zavezništvo. Ko pri Heleni postane prenevarno, se preseli k Helenini teti Joži in potem naprej k družini partizanke Sibile na Vodnikovo cesto. Poleg Helene in Sibile za Ano skrbita tudi prijateljici Francka in Henrika. Dekleta se obveščajo o vojnih razmerah in se pogovarjajo o ljubezenskih odnosih, ki se dogajajo kljub vojni. Ana si dopisuje z možem Darkom, ki ga je spoznala v partizanih. Misel nanj in na njuno družinsko življenje po vojni jo drži pokonci. Dneve pred porodom skozi okno svoje sobe na Vodnikovi ulici opazuje cvetočo marelico. Sredi aprila dobi sina Darka, ki je kljub okoliščinam nosečnosti krepak in zdrav. Njuna nastanitev zopet postane nevarna, zato se preselita nazaj k teti Joži. Tam so življenjski pogoji slabi, zato je Darko kar naprej bolan. Ana nima dovolj mleka, zato Darka doji prijateljica Štefka. Po kapitulaciji Italije se mora Ana vrniti v hribe. Darko ostane pri različnih družinah. Medtem se Ana sreča z možem Darkom. Njun odnos ni več enak, kot je bil. Ana ima občutek, da mož ne razume trpljenja, ki ga je prestala. Edina stvar, ki ju zbližuje, so redke vesti o malem Darku, ki jih pošilja Ziherlova mami, gospa, ki je skrbela za ilegalčke. Ana z dobrimi novicami o Darku in z njegovo fotografijo odpotuje na Vis in potem še v Beograd. Na koncu se starša vrneta k svojemu otroku, ki zdaj že govori, hodi in poje. Združeni obiščejo kraj Darkovega rojstva. V romanu nastopajo med stranskimi osebami tudi Ivan Maček - Matija, Boris Kidrič - Peter in Edvard Kardelj - Krištof.

## Navedek
Zgodbo pripoveduje partizanka v prvi osebi, ko se spominja nekdanjih dni, to pa daje knjigi pečat neposrednosti. Morda je zaradi take pripovedne, sicer pa zanimive in tekoče, oblike roman sam na sebi izgubil na dramatičnosti in notranji napetosti, vendar pa je delo tako prijetno napisano, da bo vsakogar osvojilo. (Makuc 1981)

## Ocene in literarna zgodovina
Roman je po delih izhajal v Vestniku (Murska Sobota) od 33/70 do 34/41.
- Aleksander Zorn, Naši razgledi 15/9 (1981). 267.
- Brigita Bavčar, Vestnik 35/5 (1883). 13.
- Črt Močivnik, Podobe tujega in drugačnega v literaturi Ferda Godine: Diplomsko delo. Maribor, 2010.
- Dorica Makuc, Primorski dnevnik  37/10868 (24. 2. 1981). 7.
- Franc Kuzmič, Vestnik 33/58 (1981). 7.
- Jože Vugrinec, Sodobnost 36/4 (1988). 395–405.
- Tržiški tekstilec 23/1 (1982). 11.